# Solidarni z górnikami
Solidarni z górnikami (zapis stylizowany: Solidarni z Górnikami) – album muzyczny wydany w Polsce przez Nasz Sklep i Gallus Store. Miało to miejsce w 2017 r. Składanka została poświęcona górnikom. Pod względem muzycznym prezentowane kompozycje zaliczane są do gatunku muzycznego jakim jest rock, a w szczególności do takich nurtów jak hard rock, punk rock, oi!, metalcore.

## Historia, idea i kompozycje
Album muzyczny „Solidarni z Górnikami” został wydany w Polsce, w 2017 r. przez wydawnictwa muzyczne Nasz Sklep i Gallus Store. Jego premiera miała miejsce 31 stycznia 2017 r.. Jest to kompilacja 11 utworów muzycznych wykonanych przez 10 wykonawców, w tym wykonania dwóch utworów (intro oraz outro) wspólnie przez muzyków zespołów, których utwory znajdują się w tym zestawieniu. Składanka została poświęcona górnikom.
Muzyka zaprezentowana w albumie zaliczana jest do gatunku muzycznego jakim jest rock, a w szczególności do takich nurtów jak hard rock, punk rock, oi!, metalcore, metal. Twórczość zawarta w albumie niewątpliwie związana jest ze sceną Rock Against Communism.

## Album
Album zamieszczono na nośniku danych w postaci jednej płyty kompaktowej. Jest to wydawnictwo limitowane. Obejmuje jeden tysiąc kopii płyt, które zamieszczone zostały w kartonowej obwolucie. W ramach katalogu wydawnictwa Nasz Sklep publikacja otrzymała identyfikator NS008. Nie ma identyfikatora wydawnictwa Gallus Store. Twórcą designu, w tym grafiki nadrukowanej na okładce, jest „ProPAGANda”. Tłoczenie płyt wykonane zostało przez GM Records (identyfikator 2007985912). Do albumu przypisane są także następujące oznaczenia i identyfikatory: Matrix / Runout: 2007985912, Mastering SID Code: IFPI LT57, Mould SID Code: IFPI Z935. Dostępny jest w dystrybucji także w postaci plików danych w formacie mp3.

## Wykonawcy
W albumie znalazły się utwory następujących wykonawców: Front H8, Gan, Kontratak, Obłęd, Pigdriver, Pozytywka, Prawy Prosty, Stalag, Tomasz Kuś & Nordica. W albumie zawarto po jednym utworze każdego z wymienionych wykonawców muzycznych. Ponadto album otwiera „Intro” i zamyka „Outro”, które są wspólnym wykonaniem kompozycji przez muzyków z wyżej wykazanych zespołów muzycznych.

## Utwory
| lp. | Wykonawca            | tytuł                   |
| --- | -------------------- | ----------------------- |
| 1   | Various              | Intro                   |
| 2   | Obłęd                | Antysystem              |
| 3   | Kontratak            | Dziewięciu Z Wujka      |
| 4   | Front H8             | Niepoprawni Politycznie |
| 5   | Pigdriver            | Sól Ziemi Czarnej       |
| 6   | Prawy Prosty         | Targowica'89            |
| 7   | Gan                  | Węgielne Łzy            |
| 8   | Tomasz Kuś & Nordica | Bukiet Róż              |
| 9   | Stalag               | Styczeń 2015            |
| 10  | Pozytywka            | Pod Batem               |
| 11  | Various              | Outro                   |